# 腾冲“1·30”特大持枪杀人案
腾冲“1·30”特大持枪杀人案是一桩於2014年1月30日（除夕）、发生在中国云南腾冲县猴桥镇箐口村的持枪杀人案，37岁的村民邵宗其持一支仿56式冲锋枪向9人射击後逃逸，造成6死3伤。当地共出动警力千余人围剿犯罪嫌疑人，并悬赏20万人民币通缉嫌犯。2月3日17时10分，嫌犯邵宗其在其姨妈家被警方抓捕。媒体也用“腾冲（特大）杀人案”、“腾冲（特大）凶杀案”、“腾冲（特大）枪杀案”、“腾冲除夕凶杀案”来称呼此桩案件。

## 案件经过
2014年1月30日除夕夜的17时10分左右，地近中缅边境的云南省腾冲县猴桥镇箐口村小灰山村民小组发生一起特大持枪杀人案，村民邵宗其持仿56式冲锋枪闯进同族平辈的邵宗华家中，先后向邵宗华的儿子邵永军（化名）、其父邵维志、其母及其女儿开枪射击，随后闯入厨房，向邵宗华及其妻子刘金春开枪射击。邵宗华被击伤腰部，父邵维志当场死亡，妻刘金春在送医途中死亡，子邵永军被击伤手部，母被击伤腹股沟，女未中枪。
离开邵宗华家的邵宗其又来到同是同族平辈的邵宗平家，向邵宗平的16岁长子邵本璞开枪射击後，闯入厨房，将正在吃饭的邵宗平夫妇射杀。听闻厕所中的尖叫声，邵宗华又赶到厕所将邵宗平11岁的次子邵彪射杀。邵宗平一家四口皆当场死亡。
数分钟内，邵宗其总共射出24发子弹，造成6死3伤。离开邵宗平家後，他驾驶一辆绿色吉普车（车牌号云MH3958）向脱壳仙山方向逃逸。

## 侦破
17点17分，当地公安局接到报案後，当即决定成立“1·30”特大持枪杀人案处置工作领导小组。当晚，腾冲县公安局刑侦大队發佈《协查通报》，通报当日发生一起持枪杀人案，警方已锁定犯罪嫌疑人为生于1976年的腾冲县猴桥镇箐口村小灰山社1号村民邵宗其，“身高175厘米，案发时身穿一套黑色西装，内着白色黑条纹衬衫，脚着黑色皮鞋，留中长髮，身材中等偏瘦”，通报同时悬赏20万人民币抓捕嫌犯。
31日，腾冲县政府新闻办通报：据初步调查，“犯罪嫌疑人邵宗其发现妻子与被害人邵宗平、邵宗华等本村村民有不正当男女关系后，心理失衡，对邵宗平、邵宗华两户实施了故意杀人报复行为。目前，省市县三级公安机关正在全力开展对犯罪嫌疑人邵宗其的追捕工作。”
2月3日17时10分许，警方在腾冲县猴桥镇箐口村小灰山社板桥村民小组41号附1号的邵宗其的姨妈家中将其逮捕，随后在嫌犯的指认下，警方在猴桥镇永兴村脱壳仙山一座道观外的水井边山坡上，当场缴获作案枪支及40发子弹。其妻子因涉嫌包庇罪也被依法刑事拘留。
整个搜捕行动，警方共出动1000余公安干警、武警和边防部队官兵，对邵宗其近千平方公里的活动区域展开搜捕。云南省公安厅还从德宏傣族景颇族自治州一家民航公司（德宏南亚航空）调来一架直升机进行空中侦察。此外，警方还和缅甸警方合作，在边境一带进行搜捕。

## 刑警侦查
据腾冲县公安局刑侦大队调查及对嫌犯邵宗其的审讯，其作案动机及案件细节如下：

### 作案动机
邵宗其在作案前，在村中颇有口碑。一是他性格内向、勤勉持家，待人接物“很有一手”，未曾与人结仇；二是他早年往返於中缅两国运输木材，多年打拼使他成为小灰山村民小组的首富，这为大家所肯定。邵宗其20岁刚出头时与刘本红（媒体化名刘晓宇）结婚，後育有二子。
2012年，邵宗其因偷运缅甸木材，在缅甸坐了一年水牢，当年9月释放便发现妻子曾与邵宗华、邵宗平以及邻村的段从康(化名)有染，之后两人感情变差，经常吵架。2013年7月，邵宗其到猴桥镇派出法庭提出离婚诉讼，同月又撤销诉讼。7月19日，邵宗其向箐口村人民调解委员会提出调解要求，要“与刘本红有染的三个男人进行调解”，“要求三人之妻，分别陪他跑车一个月；每人向其赔礼道歉并赔偿10万元；与妻子离婚。”经调委会调解，邵宗华、邵宗平及刘本红对通奸事实“供认不讳”，并写下检讨书和保证书。但邵宗其对此并不满意。2014年1月12日，邵宗其再次找到村支书王兴锐提出调解，要求每家赔偿金升至20万元。次日，邵宗华、邵宗平对王兴锐表示“愿意出点钱解决事情”，而在调委会上邵宗其也表示愿等到大年初六再次协商解决此事。14日，邵宗其再次向法院提起离婚诉讼。
然而，据邵宗其供述“希望在大年三十前得到三个人的登门道歉，但久久没有等到”，于是还未到大年初六，邵宗其就先行进行杀人报复。

### 作案准备
2013年中旬，邵宗其以19000元的价格，在缅甸购买了一把仿制56式冲锋枪和70发子弹，并用摩托车将之带入家中藏好。当日，邵宗其在二楼擦拭枪支上的雨水，被妻子刘本红撞见，但她没有对外声张，也没有报警。购枪后，邵宗其还在附近大山僻静处试射5发子弹。
2013年8月，邵宗其为父亲购买保险，并退了刘本红为自己购买的保险。他还从合伙生意中抽出自己的10万元股金。11月，邵宗其又将自家运输大货车以10多万元的价格卖出，购入一辆绿色吉普车。在作案前几天，他还购买了军绿色大衣。
在作案前夜，邵宗其於半夜起床，将大衣和枪支放入吉普车后备箱中。藏好枪後，他折返家中继续睡觉。天一亮，他就和妻子起床，驾驶吉普车至15公里外的猴桥镇集市，到妻妹的贩鱼摊帮助杀鱼，一直忙到下午4点。随后，他还和妻子逛了一下集市，购买了年货及鞭炮等。之后便驾车返回箐口村，让妻子带着购买的物品返家，自己则重新发动车，开往箐口村800米外的废弃碎石场，从后备箱中取出枪弹、装填子弹。随后再次返回小灰山社。

### 作案细节
邵宗其携枪来到邵宗华家。他先是假装路过，观察家中情况，在确定家中有人後，立即掉头到其家门口，带枪下车。他没有理会门外玩耍的9岁小女孩，径直进门后，向首先看到的邵宗华之子邵永军开枪，又接连向邵宗华父母和女儿开枪。随后，他冲进厨房，射击邵宗华及其妻子。
在邵宗华家大开杀戒后，邵宗其驱车到400米外僻静处重新装填子弹，然后来到邵宗平家。他首先向站在门外的邵宗平之长子邵本璞射击，随后到厨房将正在吃饭的邵宗平夫妇射杀。这时，在上厕所的邵宗平之次子邵彪因受惊发出尖叫，邵宗其听到，赶到厕所将其射杀。
据村民后来回忆，大年三十夜，大家都错把枪声当成鞭炮声，以至于未起警觉。警方认为，邵宗其为实施枪击报复，策划、准备了整整半年，也是为了让大家在鞭炮声中听不清枪声，方便其作案。

### 逃亡
离开邵宗平家後，邵宗其迅速回到吉普车中，驾车向猴桥镇永兴村脱壳仙山方向逃离。邵宗其交代，之所以没选择“最快30分钟”路程的到缅甸的路，一是因为自己不会缅甸语，“害怕在那边难以藏身”；二是他策划报复的第三人段从康住在永兴村。
当晚19时左右，邵宗其到达脱壳仙山。因吉普车右前车胎爆胎，油也快耗尽，邵宗其便放弃了射杀段从康的念头，用树枝、杂草等将车身掩盖後，徒步上山，走到山上的道观。当时观内两名老道人已经入睡，邵宗其翻墙进入观内，找到一床棉被，又从厨房内找到水果、米饭和牛奶充饥。吃完后，他将枪支弹药埋在观外的水井边的山坡的土中，携带棉被走到道观一公里外的树林里睡觉。
根据邵宗其的供述，警方搜捕至脱壳仙山时，他听见了警方的响动，未敢动半步。就这样，他不吃不喝地躲在藏身处直到2月1日（大年初二）黄昏，又饿又冷的他决定徒步返回箐口村的姨妈家中。10多个小时后，邵宗其徒步回到村子，最后在姨妈家中，被经过刑侦手段确定行踪後赶来的警方当场抓捕。

## 后续
- 邵宗其落网后的次日，6名死者被安葬。
- 邵宗华家的中堂里，摆上了两名死者的遗像。
- 邵宗平子孙两代下葬当日，父亲邵维洪哭啼不已。

## 法院审判
2014年8月11日，保山市中级人民法院经开庭审理后作出一审判决，认定被告人邵宗其犯故意杀人罪，判处死刑，剥夺政治权利终身；犯非法买卖、运输枪支、弹药罪，判处无期徒刑，剥夺政治权利终身，决定执行死刑，剥夺政治权利终身。宣判后，邵宗其提出上诉。随后，云南省高级人民法院经依法开庭审理后作出二审裁定，驳回上诉，维持原判，并依法报请最高人民法院核准。
最高人民法院经复核认为，第一审判决、第二审裁定认定的事实清楚，证据确实、充分，定罪准确，量刑适当，审判程序合法，依法裁定核准云南省高级人民法院维持第一审以被告人邵宗其犯故意杀人罪，判处死刑，剥夺政治权利终身；犯非法买卖、运输枪支、弹药罪，判处无期徒刑，剥夺政治权利终身，决定执行死刑，剥夺政治权利终身的刑事裁定。
2015年12月24日上午，保山市中级人民法院依法对邵宗其执行死刑。